# ريس كاربنتر
ريس كاربنتر (بالإنجليزية: Rhys Carpenter)‏ هو مؤرخ الفن أمريكي، ولد في 5 أغسطس 1889 في Cotuit, Massachusetts ‏ في الولايات المتحدة، وتوفي في 2 يناير 1980 في ديفون في المملكة المتحدة.